# Camille Claudel (film)
Camille Claudel – francuski dramat biograficzny z 1988 roku w reżyserii Bruno Nuyttena. Scenariusz filmu oparto na książce autorstwa Reine-Marie Paris, która jest prawnuczką brata głównej bohaterki filmu. Obraz opowiada historię życia i miłości dwójki wybitnych rzeźbiarzy francuskich Camille Claudel i Auguste Rodina.

## Obsada
- Isabelle Adjani − Camille Claudel
- Gérard Depardieu − Auguste Rodin
- Laurent Grévill − Paul Claudel (brat Camille)
- Alain Cuny − Louis-Prosper Claudel (ojciec Camille)
- Madeleine Robinson − Louise-Athanaise Claudel (matka Camille)
- Katrine Boorman − Jessie Lipscomb (przyjaciółka Camille, rzeźbiarka)
- Danièle Lebrun − Rose Beuret (partnerka Rodina)
- Aurelle Doazan − Louise Claudel (siostra Camille)
- Philippe Paimblanc – Giganti (model Camille)
- Philippe Clévenot – Eugène Blot (marszand pomagający Camille)
- Maxime Leroux − Claude Debussy

i inni

## Nagrody
- Oscar:
  - Isabelle Adjani − nominacja dla najlepszej aktorki pierwszoplanowej
  - Nominacja dla najlepszego filmu nieangielskojęzycznego (Francja)
- Złoty Glob:
  - Nominacja dla najlepszego filmu nieangielskojęzycznego (Francja)
- Berlinale:
  - Isabelle Adjani − Srebrny Niedźwiedź dla najlepszej aktorki
  - Bruno Nuytten − nominacja do Złotego Niedźwiedzia
- Cezary:
  - Bruno Nuytten − najlepszy film
  - Isabelle Adjani − najlepsza aktorka
  - Pierre Lhomme − najlepsze zdjęcia
  - Gabriel Yared − najlepsza muzyka
  - film otrzymał ponadto trzy pozostałe Cezary i siedem nominacji do tej nagrody.